# Кызылдихан (Жамбылская область)
Кызылдиха́н (каз. Қызылдиқан) — село в Жамбылском районе Жамбылской области Казахстана, входит в состав Гродековского сельского округа. Код КАТО — 314039300.

## География
Село расположено в юго-восточной части Жамбылского района на левом берегу реки Талас, в 9 километрах к юго-востоку от областного центра города Тараз, в 36 километрах к юго-востоку от районного центра села Аса, и в 600 метрах к северу от административного центра сельского округа села Гродеково. Ближайшая железнодорожная станция Тараз — расположена в 9 километрах к северо-западу от села (по дороге — 12,7 км). Соседние населённые пункты: Гродеково к югу, Жалпак-Тобе в 2 километрах к северо-западу, Кызылкайнар в 2 километрах к востоку.

## Население
| Численность населения | Численность населения | Численность населения |
| 1989                  | 1999                  | 2009                  |
| --------------------- | --------------------- | --------------------- |
| 474                   | ↗521                  | ↗2082                 |